# The Monster Squad (animação)
Monster Math Squad O Esquadrão dos Monstros (português brasileiro) ou Esquadrão da Monstromática (português europeu) é uma série de desenho animado, infantil que mostra os 3 monstros Max, Lily e Gú que vivem na cidade de Monstóvia, e usam a monstromatemática para ajudar os outros.
Em Brasil, o show é transmitido pelo Discovery Kids e SBT, e em Portugal pelo Canal Panda.

## Personagens

### Max[1]
Peludo e com um chifre só, Max é simpático, animado e divertido. Todos os monstros são seus amigos, e ele é considerado a "cola" que mantém o esquadrão unido. Como Max é enorme, é muito desajeitado e incapaz de controlar a própria força. Com tanto tamanho e impaciência, Max costuma provocar pequenas catástrofes, que sempre acabam com um final feliz.

### Lily[2]
Apesar de ser muito prática, Lily costuma se opor a qualquer lógica diferente da sua. Sempre busca criar uma ordem que os outros monstros não entendem, o que faz com que se sinta como uma forasteira em sua própria cidade. Quando não consegue impor sua opinião, Lily torna-se rude e impaciente, até que Max a acalma com uma piada, um careta engraçada ou uma tortinha.

### Gú[3]
Gú parece uma bolinha mole e elástica. Ele se assusta com muita facilidade, e seu corpo viscoso fica grudado em todas as coisas ao seu redor. O corpo de Gú é flexível e assume diferentes formas. Ele pode se transformar em um círculo quando os monstros precisam de uma roda, ou em uma chave para abrir uma porta. Como se não bastasse, seu corpo também pode desenvolver mãos, braços, pernas e pés.
Desajeitados e descuidados, Gú e Max aprontam bastante e costumam trazer problemas para o esquadrão.